# Pietro Rosselli
Pietro Rosselli (1474 – 1521) è stato un architetto italiano.

## Biografia
Detto anche Pietro di Giacomo Rosselli, poco si conosce della sua vita. Certamente toscano, fece parte della cerchia di artisti intorno a Giuliano da Sangallo ed ha intrattenuto corrispondenza con Michelangelo. Sembra sia stato un buon progettista di ponteggi in legno, in quanto pare abbia partecipato alla realizzazione delle impalcature per la costruzione della Cupola della Basilica di San Pietro e che, in occasione delle festività medicee del 1513 per l'elezione del Papa Leone X, abbia avuto l'incarico di costruire un teatro in legno sul Campidoglio («lo più prestante et egregio architetto, Maestro Pier Rossello di natione Toscano»). Il Vasari narra che la sua abilità tecnica consentì di recuperare un blocco di marmo, caduto nell'Arno durante il trasporto, che lo scultore Baccio Bandinelli aveva scelto per la scultura “Ercole e Caco”, ora in Piazza della Signoria a Firenze («.... Piero Rosselli murator vecchio et ingegnoso s'adoperò di maniera, che rivolto il corso dell'acqua per altra via e sgrottata la ripa del fiume, con lieve et argani smosso lo trasse d'Arno e lo pose in terra, e di ciò fu grandemente lodato. »).

## Opere in Roma
- Palazzetto di Prospero Mochi
- Palazzo Alberini Senni Cicciaporci
- Palazzo della Spina
- Palazzo Pichi Manfroni Lovatti
- Chiesa di San Giacomo degli Spagnoli